# Black Baron
Black Baron es una fábrica de vehículos de estilo retro, fundada por un ciudadano alemán en Altea (Alicante).
El modelo Dreamster fabricado por esta empresa alteana, alcanza ya su segunda generación, teniendo esta un diseño más futurista. Equipa motores del Grupo Volkswagen.